# LaFayette
Marie-Joseph-Paul-Yues-Roch-Gilbert du Motier La Fayette, večkrat omenjen le kot Markiz La Fayette, francoski vojskovodja in politik plemiškega rodu, * 6. september 1757, Chavaniac, Haute-Loire, Francija, † 20. maj 1834, Pariz. 
Sodeloval je v boju ameriških kolonij za neodvisnost. Leta 1789 je postal član Narodne skupščine v Franciji, ter predložil Deklaracijo o pravicah človeka in državljana. Sodeloval je tudi v julijski revoluciji 1830, kjer je poveljeval Narodni gardi.

## Zgodnje življenje
Rodil se je v kraju Chavaniac, v Franciji, 6. septembra 1757. Njegovo rojstno ime je Marie-Joseph-Paul-Yves-Roch-Gilbert du Motier de La Fayette. Rojen v zelo premožni družini, je po izgubi očeta v sedemletni vojni v Kanadi in smrti dedka ter matere leta 1770, podedoval veliko količino denarja. Naslednje leto se je pridružil kraljevi vojski in se kasneje leta 1773 poročil s štirinajstletno Marie Adrienne Francoise de Noailles, prav tako hči premožne francoske družine.

## Ameriška revolucija
Pri svojih devetnajstih letih je 1777 sam odpotoval v Ameriko. Pridružil se je vojskovanju ameriških kolonialnih sil proti Veliki Britaniji. Kljub neizkušenosti je LaFayette uspel prepričati kontinentalno vojsko, da so ga 31. julija 1777 izbrali za generala. V bitki pri Brandywinu, eni od njegovih prvih večjih bitk septembra 1777, je bil ustreljen v nogo. Za tem dogodkom sta se La Fayette in George Washington močno povezala in med njima je nastala močna prijateljska in zavezniška vez. Ta se je posebno izkazala med zimo 1777/1778 v Valley Forge, ki je bila zelo zahtevna za njune čete. V naslednjem letu vojne 1778 je La Fayette ukanil britansko vojsko in jih tako ponovno uspešno napadel. Februarja 1779 se je vrnil v Pariz, z namenom, da bi kralja Ludvika XVI. zaprosil za vojaške okrepitve. Kasneje, ko se je francoskim silam pridružila še španska vojska, je La Fayette želel izvesti invazijo na Veliko Britanijo. A ker se francoska in španska mornarica nista mogli kosati z angleško, je bila ta ideja opuščena in La Fayette se je vrnil nazaj v Ameriko. Ob vrnitvi v bitko je LaFayette kot poveljnik sil v Virginji leta 1781 pomagal zadržati britanske čete poveljnika Lorda Cornwallisa v York Townu, v Virginji. Medtem, sta George Washington in francoski general Comte de Rochambeau obkolila britansko vojsko in jih prisilila v predajo, v zadnji veliki bitki ameriške revolucionarne vojne.

## Francoska revolucija
Poznan kot junak dveh svetov, se je La Fayette ob ponovnem prihodu v domovino, decembra 1781, pridružil francoski vojski in sodeloval pri organizaciji pogodbe o menjavi surovin s Thomasom Jeffersonom. Ob začetku francoske revolucije leta 1787, je bil star komaj 29 let in že se je uveljavil kot vodja. 15. junija leta 1789, en dan po padcu Bastilje, je bil La Fayette imenovan za vodjo na novo postavljene Narodne Garde. 
Francija je bila v tem času na robu političnega in socialnega preobrata, pri čemer je La Fayette zastopal vse tri socialne razrede. Narodna skupščina, ki se je julija 1789 preimenovala v ustavodajno, je 4. avgusta 1789 na pritisk podeželja in kmečkih nemirov odpravila fevdalni sistem, 26. avgusta 1789  pa ( po ameriškem vzoru ) sprejela Deklaracijo o človekovih in državljanskih pravicah (Déclaration des droits de l'homme et du citoyen), ki jo je zasnoval La Fayette. V njej so bila navedena temeljna načela nove in bolj pravične družbene ureditve. Deklaracija je zastopala enakost med ljudmi, osebno svobodo in svobodo mišljenja, pravno varnost, pravico do odpora proti nasilju in varovanje zasebne lastnine. Ta načela so razglasili za temeljne družbene vrednote in se zavzeli za njihovo dosledno spoštovanje. 
Kot poveljnik pariške Narodne Garde je bil leta 1789 dolžan poskrbeti za varnost kraljeve družine, ob izbruhu nasilja med prebivalci. Dve leti kasneje je ukazal Narodni Gardi napad na republikansko drhal v Champ de Mars, pri katerem je bilo ubitih petdeset ljudi. Ta incident je porušil spoštovanje in vpliv, ki ga je La Fayette imel med radikalnimi jakobinci. Leta 1972 je bil La Fayette del navadne francoske vojske, vendar je bil pozvan, s strani vlade, na pomoč pri ukrepanju proti radikalnim političnim klubom. Tekom revolucije, je načrtoval uporabo svoje vojske za obrambo kraljeve družine in boj za monarhijo. Njegova zadnja poteza je bil neuspešen poskus združitve vojske in napad na Pariz, po dramatičnem 10. avgustu leta 1792. Takrat ga je francoska vlada razglasila za izdajalca, zanj pa je bila revolucija že prej izgubljena. Koncem avgusta istega leta je La Fayette zapustil takratno francosko ozemlje in se predal pruskim in avstrijskim silam. Avstrijske sile so ga držale v priporu do leta 1797. Tega leta se je vrnil v Francijo. Napoleon ga je pomilostil, vendar ni hotel služiti pod njim, zato se je umaknil iz politike.
Leta 1824 je odpotoval v ZDA, kjer je doživel častni sprejem. Tam se je zadržal več kot leto dni in obiskal 24 držav.
Po padcu Karla X. med julijsko revolucijo leta 1830 je bil La Fayettu ponuden položaj diktatorja, vendar je funkcijo dobil orleanski vojvoda Louis-Philippe, La Fayette pa je obnovil svojo funkcijo poveljnika Narodne Garde dokler se ni sprl z novim kraljem. 
V zadnjih letih je bil šibkega zdravja. Umrl je 20. maja 1834 v Parizu, kjer je pokopan.